# ヨーホー川
ヨーホー川（ヨーホーがわ、Yoho River）とは、北アメリカ大陸の西部を流れる小さな河川の1つである。なお、この川の流域はヨーホー国立公園に指定されている。

## 概要
ヨーホー川は、カナダのブリティッシュコロンビア州を流れる河川の1つであり、その全体がヨーホー国立公園の園内を流れている

。
なお、河川名の「ヨーホー」というのは、「畏敬の念」や「驚嘆の念」を表すクリー語に由来する。
この川は、カナディアン・ロッキーに存在するワプタ氷原から流れ出している氷河の1つである、ヨーホー氷河の末端部で融解した水を源流としている。その後、リトルヨーホー川（後述）や、タカカウ滝から流れてくる川（2013年現在この川に名称は存在しない

）を含む幾つかの支流と合流しながら流れてゆく。ちなみに、このうちタカカウ滝から流れてくる水は、ワプタ氷原のすぐ南に位置するワプタ氷原とは別な氷原の、ワプティク氷原から流れ出すデイリ氷河の末端部で融解した水である。そして、キッキング・ホース川と合流するところまでが、ヨーホー川である。つまり、ヨーホー川はキッキング・ホース川の支流の1つとして数えられている。なお、このヨーホー川とキッキング・ホース川との合流点は、おおよそ北緯51度26分10秒、西経116度25分12秒である

。
ところで、キッキング・ホース川に合流するまでの間に、実際はヨーホー川よりも大きな2本の川と合流しているものの、ヨーホー川はその大きな川の支流の扱いではなく、ヨーホー川が本流の扱いとなっている。
ちなみに、キッキング・ホース川に流れ込んだヨーホー川の水は、その後コロンビア川へと合流し、このコロンビア川から最終的に太平洋へと注ぎ込んでいる。

## 周辺の施設
ヨーホー川に沿うように、ヨーホー・バレー道路（Yoho Valley Road）という道が整備されている。これはタカカウ滝へ行くことができる道路である。ただし、この道路は冬期間通行止めとなる。積雪の状態にもよるものの、おおむね1年のうち6月下旬から9月下旬までの3ヶ月間程度のみ通行可能である。

## リトルヨーホー川
リトルヨーホー川（リトルヨーホーがわ、Little Yoho River）は、上記のヨーホー川の支流の1つである。北緯51度31分09秒、西経116度36分01秒付近には、Kiwetinok湖という湖が存在する

。
リトルヨーホー川は、このKiwetinok湖の東岸部の北緯51度31分00秒、西経116度35分56秒付近の標高約2455mの地点から流れ出し、そこから概ね北東方向へと流れている。その後、おおよそ北緯51度31分51秒、西経116度30分17秒付近でヨーホー川と合流する

。
なお、この合流点の標高は、約1593mである。つまり、リトルヨーホー川は、短い区間で1000m近い標高差を流れ降っている、平均勾配の大きな河川と言える。ちなみに、上記のヨーホー川の流域と同様に、リトルヨーホー川の流域もヨーホー国立公園に指定されている。また、ヨーホー川と同様に、リトルヨーホー川もカナダのブリティッシュコロンビア州内を流れている。